# Епархия Кигомы
Епархия Кигомы (лат. Dioecesis Kigomaënsis) — епархия Римско-Католической церкви с центром в городе Кигома, Танзания. Епархия Кигомы входит в митрополию Таборы. Кафедральным собором епархии Кигомы является церковь Пресвятой Девы Марии Победительницы.

## История
27 сентября 1880 года Святой Престол учредил апостольский викариат Танганьики, выделив его из апостольского викариата Центральной Африки (сегодня — Архиепархия Хартума).
10 мая 1946 года в Римский папа Пий XII издал буллу Quo maiora, которой передал часть территории апостольского викариата Танганьики в пользу возведения  апостольского викариата Каремы (сегодня — Епархия Сумбаванги) и одновременно изменил его название на апостольский викариат Кигомы.
25 марта 1953 года Римский папа Пий XII издал буллу Quemadmodum ad Nos, которой преобразовал апостольский викариат Кигомы в епархию.

## Ординарии епархии
- епископ Jean-Baptiste-Frézal Charbonnier MAfr (1887 — 1888);
- епископ Léonce Bridoux MAfr (1888 — 1890);
- епископ Adolphe Lechaptois MAfr (1891 — 1917);
- епископ Joseph-Marie Birraux MAfr (1920 — 1936);
- епископ John van Sambeek MAfr (1936 — 1957);
- епископ James Holmes-Siedle MAfr (1958 — 1969);
- епископ Alphonse Daniel Nsabi (1969 — 1989);
- епископ Paul Ruzoka (1989 — 2006);
- епископ Протасе Ругамбва (2008 — 2012);
  - Sede vacante (2012—2014)
- епископ Joseph Mlola (с 10 июля 2014 года).